# Alphabet arabe somali

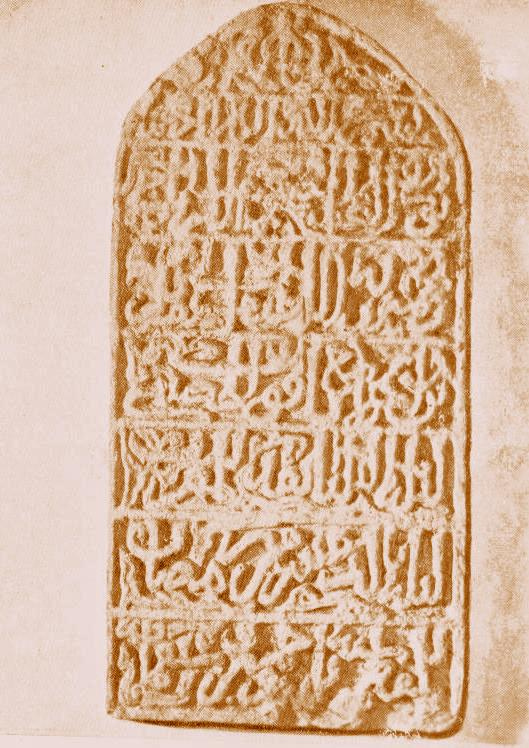
Pierre somali-arabe du XIVe siècle.

L’alphabet arabe somali est une adaptation de l’alphabet arabe, avec plusieurs variantes, utilisée pour écrire le somali du XIIIe au XXe siècle.